# Macacu
Macacu é o nome comum dado a uma espécie de palmeira. O nome da mesma tem possível origem banta. Da sua madeira, fazem-se bengalas e produz-se tinta.